# Jubal (film)
Jubal is een Amerikaanse film van Delmer Daves die werd uitgebracht in 1956.
Het scenario is gebaseerd op het verhaal Jubal Troop (1939) van Paul I. Wellman.

## Verhaal
Jubal Troop, een rondzwervende cowboy, komt zonder paard aan op de ranch van Shep Horgan. Horgan, een goedgemutste man, vindt Jubal sympathiek en werft hem aan. Mae, Sheps jongere vrouw, voelt zich algauw aangetrokken door de charmante Jubal. Dat is niet naar de zin van Pinky, de meesterknecht en de minnaar van Mae. Jubal haalt zich de vijandschap van Pinky op de hals. Shep is zo tevreden over Jubals inzet en zin voor verantwoordelijkheid dat hij hem bevordert tot voorman. Zo wordt Pinky nog jaloerser. 
Op een dag houdt een caravaan die naar het Westen trekt halt op Horgans domein. Pinky wil die mensen zo vlug mogelijk verdrijven, Jubal daarentegen neemt hun verdediging op. De rivaliteit tussen Pinky en Jubal wordt zo nog groter. Jubal gaat niet in op de avances van Mae omdat hij verliefd is op Naomi, de dochter van de dominee die met de caravaan meereist. 
Pinky wil wraak nemen en maakt Shep wijs dat Jubal hem bedriegt met Mae. Wanneer een uitzinnige Shep Jubal aanvalt schiet Jubal hem uit zelfverdediging neer. 

## Rolverdeling
| Acteur          | Personage    |
| --------------- | ------------ |
| Glenn Ford      | Jubal Troop  |
| Ernest Borgnine | Shep Horgan  |
| Rod Steiger     | Pinky        |
| Valerie French  | Mae Horgan   |
| Felicia Farr    | Naomi Hoktor |
| Basil Ruysdael  | Shem Hoktor  |
| Charles Bronson | Reb Haislipp |
| Noah Beery Jr.  | Sam          |
| John Dierkes    | Carson       |
| Jack Elam       | McCoy        |